# El Cerrito, Contra Costa County, Kalifornien
För andra betydelser, se El Cerrito, Kalifornien.
El Cerrito är en stad (city) i Contra Costa County, i delstaten Kalifornien, USA. Enligt United States Census Bureau har staden en folkmängd på 23 934 invånare (2011) och en landarea på 9,6 km².